# Life (časopis)
Lajf je bio američki časopis kojoi je nedelno objavljivan do 1972. godine, kao povremeni „specijal” do 1978, i kao mesečnik od 1978. do 2000. godine. Tokom svog zlatnog doba od 1936. do 1972. godine, Lajf je bio sveobuhvatni nedeljni časopis opšteg pokrića tema, poznat po kvalitetu svoje fotografije.
U početku je Lajf bio humoristički časopis sa ograničenim tiražom. Osnovan 1883. godine, on je razvijen u sličnom maniru kao i britanski časopis Panč. Ovaj oblik časopisa trajao je do novembra 1936. Henri Lus, vlasnik Tajma, kupio je ovaj časopis 1936. godine isključivo radi sticanja prava na njegovo ime, i pokrenuo je vodeći nedeljni časopis sa snažnim naglaskom na fotonovinarstvu. Lus je kupio prava na ime od izdavača prvog Lajfa, ali je prodao njegovu pretplatničku listu i sadržaje drugom časopisu, bez redakcijskog kontinuiteta između dve publikacije.
Lajf je objavljivan 53 godine kao magazin za laganu zabavu opšteg pokrića, sa izobilnim ilustracijama, vicevima i društvenim komentarima. U njemu su učestvovali neki od najvećih pisaca, urednika, ilustratora i karikaturista njegovog vremena: Čarls Dana Gibson, Norman Rokvel i Džejkob Hartman mlađi. Gibson je postao urednik i vlasnik časopisa nakon što je Džon Ejms Mičel umro 1918. Tokom kasnijih godina časopis je nudio kratke preglede drama i filmova (slične onima u Njujorkeru) koji se trenutno prikazuju u Njujork Sitiju, ali s inovativnim dodirom obojene tipografske oznake nalik semaforu, koji se pojaviljivao u svakoj recenziji: zeleno za pozitivnu recenziju, crveno za negativnu i ćilibarska za mešovite napomene.
Lajf je bio prvi potpuno fotografski američki časopis, koji je dominirao tržištem tokom nekoliko decenija. Časopis je prodavao više od 13,5 miliona primeraka nedeljno. Verovatno najpoznatija fotografija objavljena u časopisu bila je Alfred Ajzenštadtova fotografija medicinske sestre u naručju mornara, snimljena 14. avgusta 1945, dok su u Njujorku slavili pobedu nad Japanom. Uloga časopisa u istoriji fotoreportaže smatra se njegovim najvažnijim doprinosom u izdavaštvu. Lajfov profil je bio takav da su na njegovim stranicama serializovani memoari predsednika Harija S. Trumana, ser Vinstona Čerčila i generala Daglasa Makartura.
Nakon 2000. godine, Tajms korporacija je nastavila da koristi brend Lajf za posebna i komemorativna izdanja. Lajf je vraćen na redovna periodična izdanja kada je od 2004. do 2007. postao dodatak nedeljnim novinama. Veb lokacija life.com, prvobitno jedan od kanala na Tajmsovom Patfajnder servisu, jedno vreme je krajem 2000-ih bio zajednički poduhvat sa preduzećem sa Geti Imidžes pod imenom  Dana 30. januara 2012, LIFE.com URL je postao foto kanal na Time.com.

## Časopis za humor i opšte interesovanje iz 1883
Lајf je osnovan 4. januara 1883. u njujorškom umetničkom ateljeu umetnika na adresi 1155 Brodvej, kao partnerstvo Džona Ejmsa Mičela i Endrua Milera. Mičel je imao 75% udela u časopisu, dok je preostalih 25% držao Miler. Obojica su zadržala svoje udele do smrti. Miler je služio kao sekretar-blagajnik časopisa i upravljao poslovnom stranom operacija. Mičel, 37-godišnji ilustrator koji je koristio nasledstvo od 10.000 dolara da uloži u nedeljnik, služio je kao njegov izdavač. On je takođe napravio prvu tablicu sa imenom Lajfa sa kupidima kao maskotama, a kasnije nacrtao jarbol s vitezom koji je svoje koplje uperio u zadnjicu đavola u bekstvu. On je iskoristio prednosti novog procesa štampanja pomoću pocinkovanih ploča, što je poboljšalo reprodukciju njegovih ilustracija i umetničkih dela. Ova prednost je pomogla, jer se Lajf suočio sa oštrom konkurencijom visoko tiražnih humorističkih časopisa Džadž i Pak, koji su već bili etablirani i uspešni. Edvard Sandford Martin je doveden kao prvi književni urednik Lajfa; nedavni diplomac Univerziteta Harvard bio je osnivač Harvardskog Lampuna.
Moto prvog broja Lајfa bio je: „Dok ima života, ima i nade.“ Novi časopis je svojim čitaocima izložio principe i politiku:
Želimo da se malo zabavimo u ovom listu ... Pokušaćemo da što više odomaćimo ležernu vedrinu koja lebdi u neprijateljskom svetu ... Imaćemo šta da kažemo o veri, o politici, modi, društvu, književnosti, estradi, berzi i policijskoj stanici, i mi ćemo ono što nam je na umu govoriti pošteno, istinito i pristojno koliko god znamo.
Časopis je bio uspešan i ubrzo je privukao vodeće saradnike u industriji, od kojih je najvažniji bio Čarls Dana Gibson. Tri godine nakon osnivanja časopisa, jedan stanovnik Masačusetsa je prvo prodao Lajfu crtež za 4 dolara: pas ispred svoje štenare koji zavija na mesec. Podstaknut izdavačem, takođe umetnikom, Gibsonu su se u ranim danima Lajfa pridružili ilustratori kao što su Palmer Koks (tvorac Braunija), A. B. Frost, Oliver Herford i E. V. Kembl. Lajfov književni tim uključivao: Džon Kendrik Bangsa, Džejms Vitkomb Rajlija i Brender Metjuza.

## 2008: Gugl partnerstvo
Dana 18. novembra 2008, Gugl je počeo da hostuje arhivu fotografija časopisa, kao deo zajedničkog napora sa Lajfom. Mnoge slike u ovoj arhivi nikada nisu objavljene u časopisu. Arhiva od preko šest miliona fotografija iz Lajfa je takođe dostupna preko Guglovog instituta za kulturu, što omogućava korisnicima da kreiraju kolekcije, a dostupna je i putem Guglove pretrage slika. Puna arhiva izdanja glavne serije (1936–1972) dostupna je preko Google pretrage knjiga.

## 2016. i kasnije: posebna izdanja
Posebna izdanja Lajfa se objavljuju u zapaženim prilikama, kao što je izdanje Boba Dilana povodom njegovog osvajanja Nobelove nagrade za književnost 2016. godine, Pola u 75. godini 2017. i „Lajf” istražuje: Rika 20-ih 2020. godine.

## Literatura
- Bissonette, Devan L (2009). „Between Silence and Self-Interest: Time, Life, and the Unsilent Generation's Coming-of-Age.”. Journalism History. 35 (2). doi:10.1080/00947679.2009.12062786.: 62.
- Centanni, Rebecca (2011). „Advertising in Life Magazine and the Encouragement of Suburban Ideals.”. Advertising & Society Review. 12 (3). doi:10.1353/asr.2011.0022.
- Doss, Erika, ур. (2001). Looking at LIFE Magazine. essays by experts
- Grady, John. Grady, John (2007). „Advertising images as social indicators: depictions of blacks in LIFE magazine, 1936–2000.”. Visual Studies. 22 (3): 211—239. doi:10.1080/14725860701657134.. „online” (PDF). Архивирано из оригинала (PDF) 01. 10. 2019. г. Приступљено 01. 01. 2020.
- Keller, Emily. Margaret Bourke-White: A Photographer's Life. (Twenty-First Century Books, 1996).
- Lester, Paul, and Ron Smith (1990). „African-American Photo Coverage in Life, Newsweek and Time, 1937–1988.”. Journalism & Mass Communication Quarterly. 67 (1): 128—136.. online
- Moore, Gerald (2016). Life Story: The Education of an American Journalist.. (2016). excerpt autobiography of Gerald Moore
- Vials, Chris. Vials, Chris (2006). „The Popular Front in the American Century: Life Magazine, Margaret Bourke-White, and Consumer Realism, 1936–1941.”. American Periodicals: A Journal of History & Criticism. 16 (1): 74—102. doi:10.1353/amp.2006.0009.
- Wainwright, Loudon (1986). The great American magazine: an inside history of Life. Random House Inc.
- Webb, Sheila M. „Creating Life”. Journalism & Communication Monographs. 18 (2): 55—108. doi:10.1177/1522637916639393., . evolution of photojournalism, centered on the magazine
- Webb, Sheila (2012). „The Consumer-Citizen: "Life" Magazine's Construction of a Middle-Class Lifestyle Through Consumption Scenarios”. Studies in Popular Culture. 34 (2): 23—47. JSTOR 23416397.
- Webb, Sheila. Webb, Sheila (2010). „Art Commentary for the Middlebrow: Promoting Modernism & Modern Art through Popular Culture—How Life Magazine Brought 'The New' into Middle-Class Homes.”. American Journalism. 27 (3): 115—150. doi:10.1080/08821127.2010.10678155.
- Webb, Sheila (2006). „"A Pictorial Myth in the Pages of" Life: Small-Town America as the Ideal Place.”. Studies in Popular Culture. 28 (3): 35—58.
- Marian R. McNoughten. „The Army Art Program” (PDF). A Guide to the Stude and Use of Military Histor. Архивирано из оригинала (PDF) 27. 03. 2016. г. Приступљено 01. 01. 2020.
- David E. Sumner (2010). The Magazine Century: American Magazines Since 1900. Peter Lang. ISBN 978-1-4331-0493-0.
- Zavoina, Susan C., and John H. Davidson (2002). Digital Photojournalism. ISBN 0-205-33240-4.. (Allyn & Bacon).
- The Photograph, Graham Clarke,  0-19-284200-5
- An Hand Book: Photo Journalism

## Spoljašnje veze
- „Who Owns What: Time Warner Corporate Timeline”. cjr.org. 18. 8. 2006. Архивирано из оригинала 18. 8. 2006. г. Приступљено 10. 8. 2019.